# Einwohnerzahl
Die Einwohnerzahl ist die zentrale Maßzahl der Demographie für spezielle Ortsgrößen. Die Einwohnerzahl des Planeten Erde wird als Weltbevölkerung bezeichnet.
Die zeitliche Änderung der Einwohnerzahl beschreibt die Bevölkerungs- oder Einwohnerentwicklung. Die Bevölkerungsdichte, also die Einwohnerzahl pro Quadratkilometer, ergibt sich aus der Bevölkerungsmenge und der Gesamtfläche des betrachteten Gebiets.

## Nationales
Die Anzahl der Einwohner eines Raumes, etwa eines Landes, Gebiets, einer Region, Stadt, Gemeinde, eines Dorfes oder Ähnlichem, wird für die amtliche Statistik über eine Volkszählung durch direkte Befragung erhoben. Nach neuzeitlichen statistischen Maßstäben kann eine Volkszählung nach einmaliger Erhebung für zumindest ein Jahrzehnt weitergeschrieben werden. In Indien fand 2012 das Programm Aadhaar statt, eine umfassende Zählung der 1,2 Milliarden Einwohner mithilfe von biometrischen Daten. Werden die Daten hingegen aus amtlichen Registern gewonnen, spricht man von einer Registerzählung (melderegisterbasierte Einwohnerzahl). Durch die moderne Datenerfassung im Meldewesen sind die klassischen turnusmäßigen Volkszählungen zunehmend überflüssig geworden, demographische Daten können zeitnah permanent erfasst werden.

### Deutschland

#### Amtliche Einwohnerzahl
Die Amtlichen Einwohnerzahlen der Länder, Landkreise und Gemeinden werden in Deutschland von den Statistischen Landesämtern festgestellt und veröffentlicht. Bis 2013 wurden die Bevölkerungszahlen auf Basis der Volkszählungen von 1981 in Ost- und 1987 in Westdeutschland fortgeschrieben. Am 31. Mai 2013 wurde das Ergebnis des Zensus vom 9. Mai 2011 veröffentlicht, auf dessen Basis seitdem die amtlichen Einwohnerzahlen unter Berücksichtigung der Änderungsmeldungen der Einwohnermeldeämter und der Standesämter fortgeschrieben werden. Zu den Einwohnern zählen alle Bürger, unabhängig von ihrer Staatsangehörigkeit oder Nationalität, sofern sie in der Gemeinde wohnsitzberechtigt sind. Dabei werden nur die Einwohner mit Hauptwohnsitz in der Gemeinde erfasst.
Das Bundesverfassungsgericht entschied am 19. September 2018, dass die Ergebnisse des Zensus von 2011 verfassungsgemäß zustande kamen und als Ausgangswert für die nachfolgenden Fortschreibungen verwendet werden durften.
Die amtlichen Einwohnerzahlen bilden die Grundlage für die Anwendung zahlreicher Gesetze und Verordnungen wie beispielsweise Finanzzuweisungen, Wahlkreiseinteilung, Anzahl der Ratsmandate und Parlamentssitze. Die von den Statistischen Landesämtern veröffentlichten Daten haben als unterste Bezugsebene die Gemeinde. Als bundesweite Rechtsgrundlage dient das Bevölkerungsstatistikgesetz in Verbindung mit dem Bundesstatistikgesetz.

#### Melderegisterbasierte Einwohnerzahl
Melderegisterbasierte Einwohnerzahlen werden nur für gemeindeinterne Zwecke wie beispielsweise die Infrastrukturplanung verwendet und von Stadt- oder Gemeindeverwaltungen aus dem kommunalen Einwohnermelderegister gewonnen. Dort sind alle in der Gemeinde gemeldeten Personen – unabhängig vom melderechtlichen Wohnungsstatus – registriert. Zur Einwohnerzahl auf Basis des Melderegisters gehören alle mit Haupt- oder Zweitwohnsitz in der Gemeinde gemeldeten Personen. Sie besitzt keinen rechtlich-verbindlichen Charakter und wird nicht durchgehend für alle deutschen Gemeinden veröffentlicht.

#### Vergleich amtliche und melderegisterbasierte Einwohnerzahl
Wegen unterschiedlicher Definitionen des Begriffes „Einwohner“ sind die Angaben der Stadt- oder Gemeindeverwaltung nicht mit denen der Statistischen Landesämter vergleichbar und für interkommunale Vergleiche ungeeignet. Dafür wird ausschließlich die Amtliche Einwohnerzahl herangezogen, da sie für alle Gemeinden nach den gleichen Kriterien ermittelt wird, nämlich durch Fortschreibung der Ergebnisse der jeweils letzten Volkszählung. Die melderegisterbasierten Einwohnerzahlen weichen aus methodischen Gründen von den  amtlichen Bevölkerungszahlen ab; meistens, jedoch nicht immer, nach oben. Aufgrund des Verbots eines Abgleichs beider Zahlen durch das Volkszählungsurteil des Bundesverfassungsgerichts von 1987 wandern die beiden Zahlen seit 1970 auseinander. Die folgende Tabelle listet besonders prägnante Beispiele aus dem Jahr 2024:
| Stadt         | Amtliche Einwohnerzahl 31. Dezember 2024 | Auszählung Melderegister 31. Dezember 2024 | Differenz | Abweichung in Prozent |
| ------------- | ---------------------------------------- | ------------------------------------------ | --------- | --------------------- |
| Berlin        | 3.685.265                                | 3.897.145                                  | 211.880   | +5,7                  |
| Hamburg       | 1.862.565                                | 1.973.896                                  | 111.331   | +6,0                  |
| München       | 1.505.005                                | 1.603.776                                  | 98.771    | +6,6                  |
| Köln          | 1.024.621                                | 1.090.473                                  | 65.852    | +6,4                  |
| Halle (Saale) | 226.767                                  | 242.500                                    | 15.733    | +6,9                  |
| Hanau         | 97.956                                   | 107.252                                    | 9.296     | +9,5                  |

### Österreich
In Österreich wird seit der Volkszählung 2011 nur mehr eine automatisierte Registerzählung vollzogen, um die amtliche Einwohnerzahl festzustellen. Die Volkszählung 2001 war die letzte klassische Volkszählung mit Befragung aller Haushalte. 2005 gab es eine stichprobenartige Probezählung, um das Verfahren zu validieren, 2006 wurde das Registerzählungsgesetz (BGBl. I Nr. 33/2006) veröffentlicht, eine Zäsur im 150-jährigen Volkszählungswesen in Österreich. Seither werden die Bevölkerungszahlen durchwegs jährlich erhoben, um den gerechten Finanzausgleich Bund–Länder–Gemeinden sicherzustellen (mit Stichtag 1. 1. d. J.). Diese werden auch online publiziert. Vollständige Registerzählung können alle fünf Jahre stattfinden.

### Schweiz
In der Schweiz wird die anhand der Volkszählung gewonnene Zahl auch zivilrechtliche Einwohnerzahl genannt.
Die melderegisterbasierte Einwohnerzahl ist die wirtschaftliche Bevölkerungszahl, sie wird von der politischen Gemeinde ermittelt.

## Listen von Entitäten nach Einwohnerzahl
- Liste der Staaten der Erde (sortierbar auch nach Einwohnerzahl), Liste von Staaten und Territorien nach Einwohnerzahl
- Liste der größten Metropolregionen der Welt, Liste der Millionenstädte
- Kategorie:Liste (geographische Rekorde)